# 1964 في كندا
فيما يلي قوائم الأحداث التي وقعت خلال عام 1964 في كندا.

## سياسة

### تعيين في المنصب
- 1 يناير – أندي تومسون زعيم المعارضة [الإنجليزية]‏.
- 1 يناير – فرانك روبرت ميلر Chief of the Defence Staff (Canada) [الإنجليزية]‏.

### انتهاء فترة المنصب
- 22 مايو – وودرو لويد Premier of Saskatchewan [الإنجليزية]‏.
- 1 سبتمبر – فاركوهار أوليفر زعيم المعارضة [الإنجليزية]‏.

## مواليد

### يناير
- 1 يناير – إلين سبيرو مخرجة أفلام من الولايات المتحدة الأمريكية.
- 1 يناير – بلايني برايس عالِم حاسوب كندي.
- 1 يناير – بليك بيدرسن سياسي كندي.
- 1 يناير – بيير جيل مصوّر سينمائي كندي.
- 1 يناير – توم أوسبورن سياسي كندي.
- 1 يناير – تيم بولينغ كاتب كندي.
- 1 يناير – جنيفر سكوت موسيقية كندية.
- 1 يناير – روبرت لورو اجتماعي كندي.
- 1 يناير – رود فيسر سياسي كندي.
- 1 يناير – ريتشارد جاي إف. داي فيلسوف كندي.
- 1 يناير – ستيف هوبان منتج أفلام كندي.
- 1 يناير – سيلفيان مارسيل ممثل كندي.
- 1 يناير – غوردي جونسون موسيقي كندي.
- 1 يناير – لويس بلانجر
- 1 يناير – مانون برياند
- 1 يناير – ميخائيل لومباردي رائد أعمال كندي.
- 1 يناير – نيد برات مصور كندي.
- 1 يناير – نيل سميث كاتب كندي.
- 3 يناير – جوناثان فانس ضابط كندي.
- 5 يناير – ستيفن دبليو شيرير
- 6 يناير – شيري أندرسون لاعبة كرلنغ كندية.
- 8 يناير – رون سيكسميث
- 10 يناير – براد روبرتس موسيقي كندي.
- 11 يناير – جي. سكوت باترسون
- 14 يناير – تومي كان لاعب كرة قدم أمريكية كندي.
- 15 يناير – أماندا وايت منتجة كندية.
- 15 يناير – بولا شنور عداءة مسافات متوسطة كندية.
- 16 يناير – دارين بويكو لاعب هوكي جليد كندي.
- 16 يناير – غيل غراهام لاعبة غولف كندية.
- 20 يناير – سكوت ماكسويل سائق سباق من الولايات المتحدة الأمريكية.
- 25 يناير – جيمس بيكار فنان كندي.
- 25 يناير – سكوت ريد سياسي كندي.
- 31 يناير – ألان ستيوارت لاعب هوكي جليد كندي.
- 31 يناير – سيلفي هينروتين بيرنير غطاسة كندية.

### فبراير
- 1 فبراير – شارون برونو
- 6 فبراير – غورد دوني
- 7 فبراير – رون هاتشيسون
- 8 فبراير – جيمي هيكوكس
- 10 فبراير – فيكتور ديفيس سبّاح كندي.
- 12 فبراير – ميشيل بيتي لاعب هوكي جليد كندي.
- 17 فبراير – دارين بانج لاعب هوكي جليد كندي.
- 18 فبراير – كاي تومسون متزلجة فنية كندية.
- 20 فبراير – تايلور هال لاعب هوكي جليد كندي.
- 22 فبراير – بوب لوغان لاعب هوكي جليد كندي.
- 29 فبراير – ليندون بايرز لاعب هوكي جليد كندي.

### مارس
- 1 يناير – سيلفيان مارسيل ممثل كندي.
- 3 مارس – روس مكاي لاعب هوكي جليد كندي.
- 6 مارس – إميل غودرولت
- 13 مارس – ستيف كولينز طائر تزلج كندي.
- 28 مارس – ألان كير لاعب هوكي جليد من الولايات المتحدة الأمريكية.
- 28 مارس – رودني ويستون سياسي كندي.
- 28 مارس – ليزا مور كاتبة كندية.
- 29 مارس – سكوت روبنسون لاعب هوكي جليد كندي.
- 30 مارس – أرتور هويرتا منافِس أوليمبي كندي.
- 30 مارس – بيل واتسون لاعب هوكي جليد كندي.

### أبريل
- 1 أبريل – سكوت ستيفنز لاعب هوكي جليد كندي.
- 4 أبريل – باول أوسوليفان ممثل كندي.
- 4 أبريل – لوري جيلمان صحفية كندية.
- 4 أبريل – لوك هارفي سياسي كندي.
- 12 أبريل – مارك كاماتشو ممثل كندي.
- 13 أبريل – كارولين ريا ممثلة كندية.
- 14 أبريل – ميليسا وولف عارضة كندية.
- 16 أبريل – بويد بانكس
- 17 أبريل – دوغ ستيفنز
- 19 أبريل – لوك غوثير لاعب هوكي جليد كندي.
- 27 أبريل – روب كولمان مخرج كندي.
- 28 أبريل – براد شو لاعب هوكي جليد من الولايات المتحدة الأمريكية.

### مايو
- 7 مايو – جون دبليو. مورغان سياسي كندي.
- 11 مايو – توم مارتن لاعب هوكي جليد كندي.
- 15 مايو – ديف ريد لاعب هوكي جليد كندي.
- 18 مايو – مايكل روجيرس ممثل كندي.
- 21 مايو – فابيان مانينغ سياسي كندي.
- 25 مايو – ديفيد شو لاعب هوكي جليد كندي.
- 27 مايو – جان غودرو
- 27 مايو – كريس فيليكس لاعب هوكي جليد كندي.
- 28 مايو – كاري لورانس ممثلة أمريكية.
- 31 مايو – ليونارد أسبر محامي كندي.

### يونيو
- 5 يونيو – آني كارون لاعبة كرة قدم كندية.
- 6 يونيو – ديف غانز لاعب هوكي جليد كندي.
- 9 يونيو – ألكسيس مارتن
- 9 يونيو – جلوريا ريوبن ممثلة كندية.
- 16 يونيو – روبين شارما كاتب كندي.
- 17 يونيو – جولي باومان عداءة سرعة سويسرية.
- 18 يونيو – آن ماري غيليناس
- 19 يونيو – ليو مكاي جونيور كاتب كندي.
- 21 يونيو – غورد ميلر
- 26 يونيو – ايان تراسي ممثل كندي.
- 27 يونيو – ديف رودني سياسي كندي.

### يوليو
- 2 يوليو – هال ميريل منافِس أوليمبي كندي.
- 5 يوليو – كيفن فورمان
- 6 يوليو – غراهام ستيل سياسي كندي.
- 10 يوليو – مارتن لاوريندو لاعب كرة مضرب كندي.
- 14 يوليو – كرايغ مكينلي طبيب كندي.
- 18 يوليو – لين كروفورد صاحبة مطعم كندية.
- 22 يوليو – فرانسينا فيلنوف فارسة كندية.
- 25 يوليو – موراي كرافين لاعب هوكي جليد كندي.

### أغسطس
- 2 أغسطس – جون كولين لاعب هوكي جليد كندي.
- 2 أغسطس – مايك إديسون صحفي أمريكي.
- 3 أغسطس – سيلفيان روي سياسي كندي.
- 3 أغسطس – مارك لامب لاعب هوكي جليد كندي.
- 5 أغسطس – بيتر تشياريلي لاعب هوكي جليد كندي.
- 5 أغسطس – توماس دونوفان مغني ومؤلف كندي.
- 9 أغسطس – بريت هال لاعب هوكي جليد كندي.
- 17 أغسطس – كولن جيمس
- 17 أغسطس – يان هالبرين صحفي كندي.
- 23 أغسطس – راي فيرارو لاعب هوكي جليد كندي.
- 26 أغسطس – ديف بويز مُجدّف كندي.
- 27 أغسطس – باول برناردو قاتل متسلسل كندي.
- 28 أغسطس – دنيس بوك روائي كندي.
- 31 أغسطس – مايك ويست سبّاح كندي.

### سبتمبر
- 1 سبتمبر – برايان بيلوز لاعب هوكي جليد كندي.
- 5 سبتمبر – ميتش جاربر رجل أعمال كندي.
- 10 سبتمبر – غورد مارك لاعب هوكي جليد كندي.
- 14 سبتمبر – تيرينس باول
- 15 سبتمبر – إدي إيفانز لاعب رغبي كندي.
- 24 سبتمبر – دوغ أرمسترونغ
- 28 سبتمبر – كانديس بيرغن سياسية كندية.
- 29 سبتمبر – جون تاكر لاعب هوكي جليد كندي.
- 29 سبتمبر – دانيال نورمان مُجدّف كانوي كندي.

### أكتوبر
- 1 أكتوبر – باربرا تيسون ممثلة كندية.
- 2 أكتوبر – مارتي رايموند لاعب هوكي جليد كندي.
- 5 أكتوبر – كريستين سيمبسون صحفية كندية.
- 7 أكتوبر – ديفيد بروس لاعب هوكي جليد كندي.
- 9 أكتوبر – جون رالستون ممثل كندي.
- 9 أكتوبر – ويل فيرغسون
- 12 أكتوبر – كرايغ إلزه موسيقي أمريكي.
- 14 أكتوبر – ديفيد كاي ممثل كندي.
- 15 أكتوبر – آنا ماريا كوفمان
- 26 أكتوبر – مارك ليبين
- 27 أكتوبر – جيل هيثرنجتون لاعبة كرة مضرب كندية.
- 29 أكتوبر – ماي أليسون منافِسة أوليمبية كندية.

### نوفمبر
- 11 نوفمبر – راندي جوستين لاعب هوكي جليد كندي.
- 12 نوفمبر – أليكس كارتر ممثل كندي.
- 16 نوفمبر – ديانا كرال موسيقية كندية.
- 17 نوفمبر – موراي هود لاعب هوكي جليد كندي.
- 18 نوفمبر – لان لامبرت لاعب هوكي جليد كندي.
- 20 نوفمبر – دوغ فورد سياسي كندي.
- 24 نوفمبر – كولن ماكنزي لاعب رغبي كندي.

### ديسمبر
- 1 ديسمبر – كريستوفر جي. بوون
- 2 ديسمبر – دون باربر لاعب هوكي جليد كندي.
- 2 ديسمبر – نورمان هادلي لاعب رغبي كندي.
- 13 ديسمبر – برايان ماكي لاعب هوكي جليد كندي.
- 13 ديسمبر – ستيف ويلسون لاعب كرة قاعدة كندي.
- 22 ديسمبر – أنجيلا جيمس لاعبة هوكي جليد كندية.
- 22 ديسمبر – دوغ ديفيز لاعب كرة قدم كندي.
- 23 ديسمبر – جلان كونستانتين لاعب كرة قدم كندية كندي.
- 27 ديسمبر – كيفن باترسون
- 30 ديسمبر – سيلفي مورو ممثلة كندية.

## وفيات

### يناير
- 1 يناير – آرثر لورني جيمس (مواليد 1903)
- 1 يناير – جون ألبرت إيوارت (مواليد 1872) مهندس معماري كندي.
- 1 يناير – ويليام ريتشارد كينت (مواليد 1905) سياسي كندي.
- 1 يناير – ويليام هربرت بورنس (مواليد 1878) سياسي كندي.
- 7 يناير – كولن ماكفي (مواليد 1900)
- 11 يناير – فرانك إليوت (مواليد 1911) درّاج طريق كندي.
- 14 يناير – سيمون جيلز (مواليد 1880) منافِس أوليمبي من الولايات المتحدة الأمريكية.
- 17 يناير – ليو غوثير (مواليد 1904) سياسي كندي.
- 24 يناير – أليستير فرازير (مواليد 1885) سياسي كندي.

### مارس
- 4 مارس – هنري فرانك جونز (مواليد 1920) سياسي كندي.
- 14 مارس – جاك غارلاند (مواليد 1918) سياسي كندي.
- 25 مارس – تشارلز بنجامين هوارد (مواليد 1885) سياسي كندي.

### أبريل
- 1 أبريل – روسكو روبسون (مواليد 1897) سياسي كندي.
- 15 أبريل – أليس ويلسون (مواليد 1881)
- 27 أبريل – والتر تومسون (مواليد 1895) سياسي كندي.

### مايو
- 13 مايو – أندرو إرنست روبنسون (مواليد 1893) سياسي كندي.
- 28 مايو – جيمي جيبسون (مواليد 1896)

### يونيو
- 5 يونيو – جوزيف روسو (مواليد 1877) سياسي كندي.
- 12 يونيو – باول كاربنتر (مواليد 1921) ممثل كندي.
- 13 يونيو – روبرت إيتون (مواليد 1871) سياسي كندي.

### يوليو
- 19 يوليو – ريد كون (مواليد 1904) لاعب هوكي جليد كندي.
- 21 يوليو – جاك باترسون (مواليد 1884) سياسي كندي.
- 23 يوليو – غوردون فورستر (مواليد 1884) سياسي كندي.

### أغسطس
- 5 أغسطس – أرت روس (مواليد 1886) لاعب هوكي جليد كندي.

### سبتمبر
- 9 سبتمبر – جون ستيوارت فوستر (مواليد 1890) فيزيائي كندي.
- 11 سبتمبر – جوزيف آرشامبو (مواليد 1879) سياسي كندي.
- 16 سبتمبر – بوبي باور (مواليد 1915) لاعب هوكي جليد كندي.
- 23 سبتمبر – آر. إرفينغ باركس (مواليد 1886) رياضي كندي.

### أكتوبر
- 1 أكتوبر – غورد فرازير (مواليد 1894) لاعب هوكي جليد كندي.
- 9 أكتوبر – جوزيف إدموند كروفورد (مواليد 1877) سياسي كندي.
- 9 أكتوبر – لويد كوك (مواليد 1890) لاعب هوكي جليد كندي.
- 12 أكتوبر – جون واتكينز (مواليد 1902) دبلوماسي كندي.
- 12 أكتوبر – هنري همفريز (مواليد 1879)
- 19 أكتوبر – آرثر إليس (مواليد 1890) سياسي كندي.
- 20 أكتوبر – بين سيمبسون (مواليد 1878) لاعب كرة قدم كندي.
- 26 أكتوبر – ميكي إيوان (مواليد 1886) لاعب لاكروس كندي.

### نوفمبر
- 15 نوفمبر – مونتجومري ويلسون (مواليد 1909) متزلج فني كندي.
- 19 نوفمبر – جوزيف انجلوا (مواليد 1909) سياسي كندي.

### ديسمبر
- 5 ديسمبر – إد وينغو (مواليد 1895) لاعب كرة قاعدة كندي.
- 19 ديسمبر – إرنست هاميلتون (مواليد 1883) لاعب لاكروس كندي.